# Skimten
Der Skimten (norwegisch für Flüchtiger Blick) ist ein kleiner und felsiger Hügel im ostantarktischen Königin-Maud-Land. In der Sverdrupfjella ragt er 8 km nördlich des Roerkulten auf.
Teilnehmer der Deutschen Antarktischen Expedition 1938/39 unter der Leitung des Polarforschers Alfred Ritscher fotografierten ihn aus der Luft. Norwegische Kartographen, die ihn auch benannten, kartierten ihn anhand von Vermessungen und Luftaufnahmen der Norwegisch-Britisch-Schwedischen Antarktisexpedition (1949–1952). Namensgebend ist der Umstand, dass nur ein geringer Teil des Hügels den ihn umgebenden Eisschild durchstößt.